# The Spider's Lullabye
Albums de King Diamond
The Eye
(1990) The Graveyard
(1996)
The Spider's Lullabye est le sixième album studio de King Diamond sorti en 1995.

## Liste des titres
Toutes les paroles sont écrites par King Diamond.
| No  | Titre                 | Musique       | Durée |
| --- | --------------------- | ------------- | ----- |
| 1.  | From the Other Side   | King Diamond  | 3:47  |
| 2.  | Killer                | Andy LaRocque | 4:14  |
| 3.  | The Poltergeist       | King Diamond  | 4:27  |
| 4.  | Dreams                | King Diamond  | 4:37  |
| 5.  | Moonlight             | King Diamond  | 4:30  |
| 6.  | Six Feet Under        | Andy LaRocque | 4:02  |
| 7.  | The Spider's Lullabye | King Diamond  | 3:40  |
| 8.  | Eastmann's Cure       | King Diamond  | 4:30  |
| 9.  | Room 17               | King Diamond  | 8:17  |
| 10. | To the Morgue         | Andy LaRocque | 5:00  |

## Crédits
- King Diamond - Chants, Claviers & Clavecin
- Andy LaRocque - Guitare & Claviers
- Herb Simonsen - Guitare
- Chris Estes - Basse
- Darrin Anthony - Batterie